# Cầu Đỏ (Thành phố Hồ Chí Minh)
Cầu Đỏ là một cây cầu có chiều dài 68,7 m, nằm trên đường Nguyễn Xí, quận Bình Thạnh, bắt qua rạch Lăng.

## Tên gọi
Tên gọi cầu Đỏ bắt nguồn từ màu của cây cầu sắt cũ. Sau khi được xây dựng lại thành cầu bê tông thì cầu Đỏ không còn giữ được màu đỏ này.

## Lịch sử

### Cầu sắt cũ

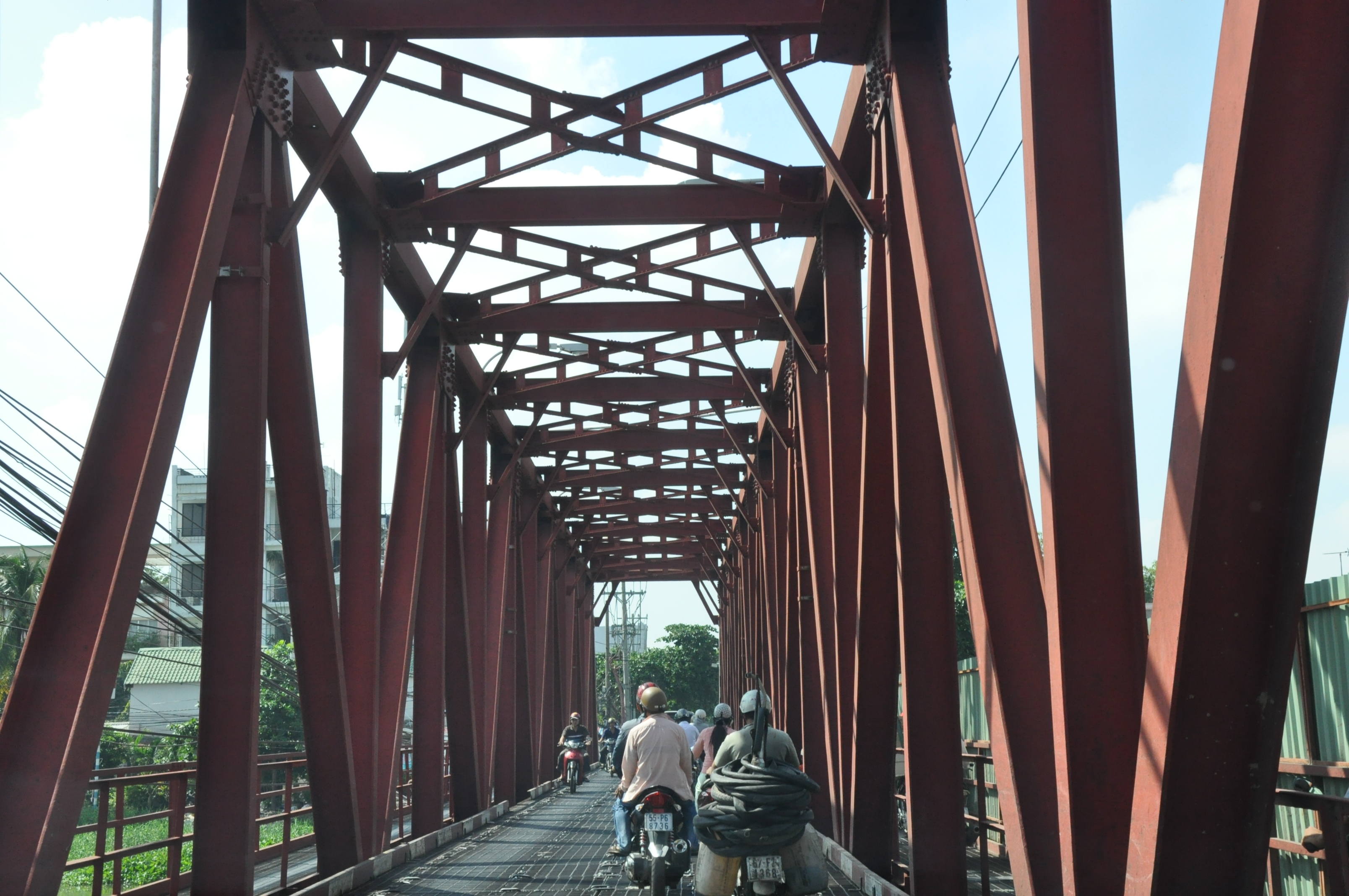
Cầu Đỏ cũ bằng sắt với màu đỏ đặc trưng trước khi bị tháo dỡ, với cầu mới đang được xây dựng song song

Cầu Đỏ cũ là cầu dàn thép với 1 nhịp dài 60 m, bề rộng mặt xe chạy 4.85 m cho 1 làn xe lưu thông, lề bộ hành hai bên rộng 2 × 1.75 m, tổng tải trọng qua cầu giới hạn 8 tấn. Cầu ban đầu có sàn gỗ, nhưng đến năm 2006, sàn gỗ này đã mục nát và được thay thế bằng vỉ sàn thép. Cây cầu ngày trước là cầu sắt xe lửa từ Ga Gò Vấp đến Tân Cảng .
Cầu đỏ cũ được dỡ bỏ sau khi nhánh thứ nhất của cầu mới được xây xong để tiến hành xây nhánh thứ hai.

### Cầu bê tông
Cầu mới được chính thức khởi công xây dựng vào ngày 16 tháng 9, năm 2010. Tổng kinh phí ban đầu dự tính là hơn 98 tỉ đồng. Nhánh thứ nhất của cầu mới được thông xe vào ngày 25 tháng 10, 2012. Sau khi tháo dỡ hoàn toàn cầu sắt cũ, nhánh thứ hai được tiến hành xây dựng, và được thông xe vào ngày 27 tháng 11, 2013. Tổng vốn đầu tư để xây mới cây cầu này là 172 tỷ đồng.

## Hình ảnh

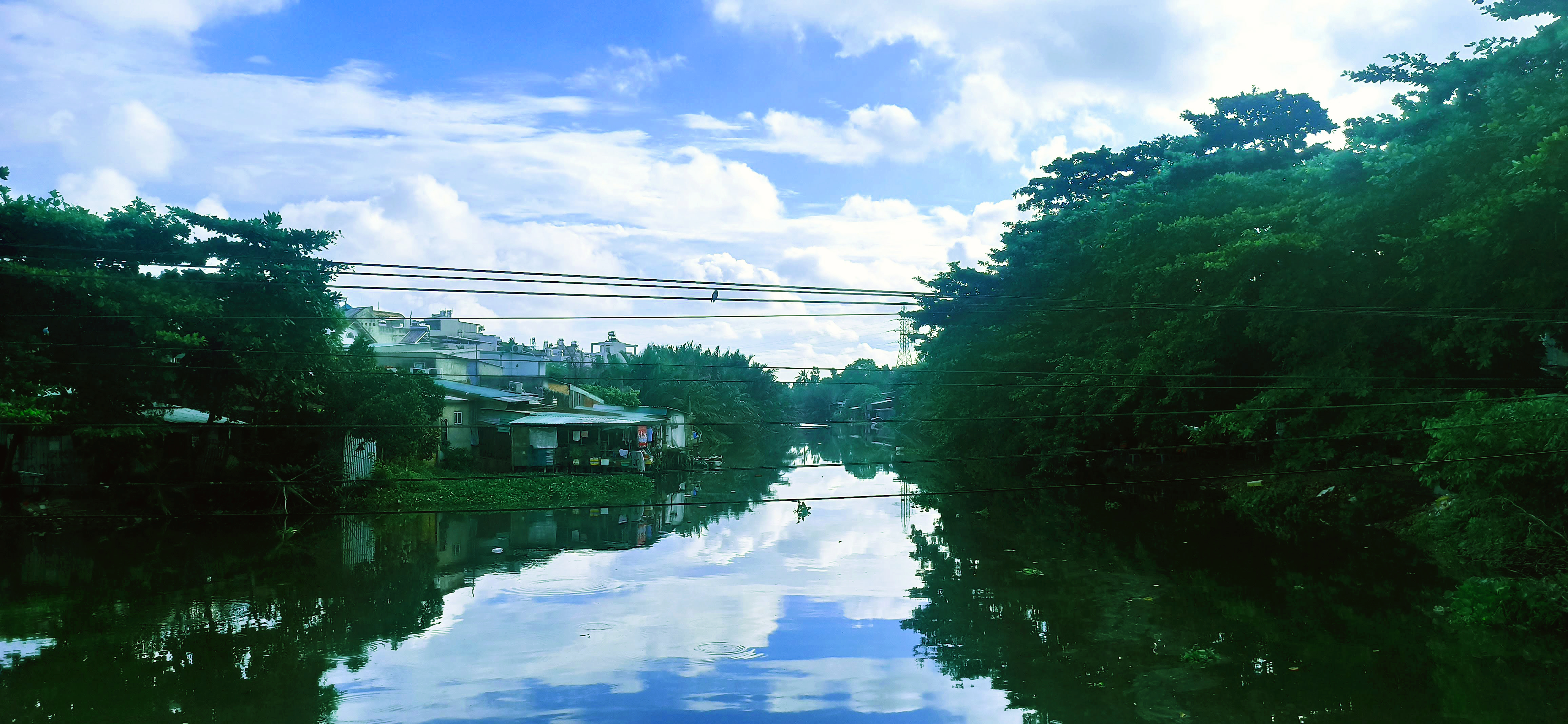
Rạch Lăng nhìn từ cầu Đỏ